# Chiba Monorail
Die Chiba Monorail ist eine nach dem SAFEGE-System gebaute Hängebahn in der japanischen Stadt Chiba. Die von der Firma Mitsubishi Heavy Industries gebaute Bahn wurde im März 1988 in Betrieb genommen. Sie ist mit 15,2 Kilometern Streckenlänge zurzeit die längste Hängebahn der Welt (Stand: Juli 2023).
Im Stadtzentrum von Chiba folgt die Linie 1 auf einer Länge von rund 800 Metern dem Fluss Yoshikawa. In diesem Streckenabschnitt weist die Einbindung der Bahn ins Stadtbild Ähnlichkeiten mit der Wuppertaler Schwebebahn auf.

## Streckenverlauf

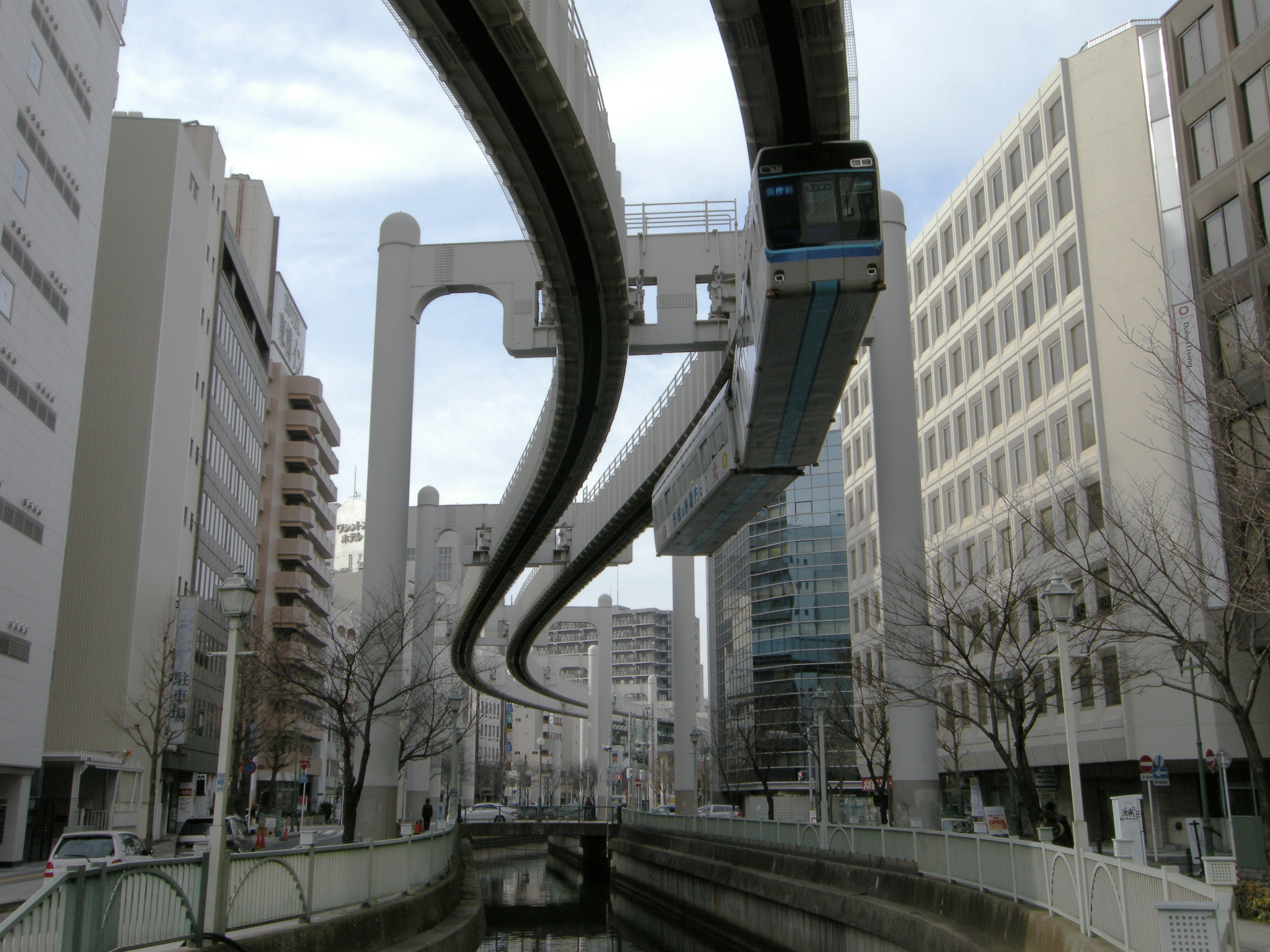
Trasse über dem Fluss Yoshikawa

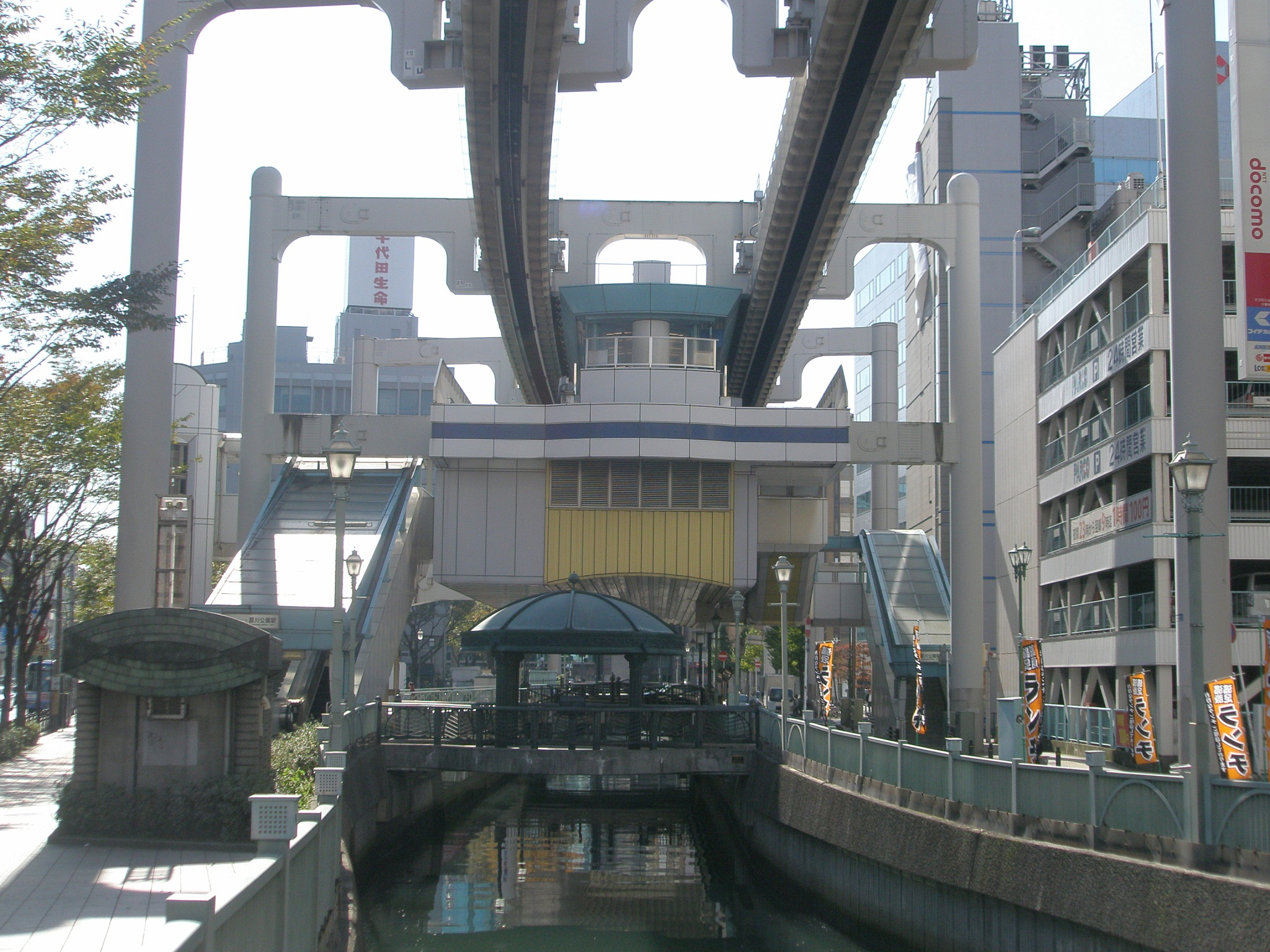
Station Yoshikawa-kōen der Linie 1

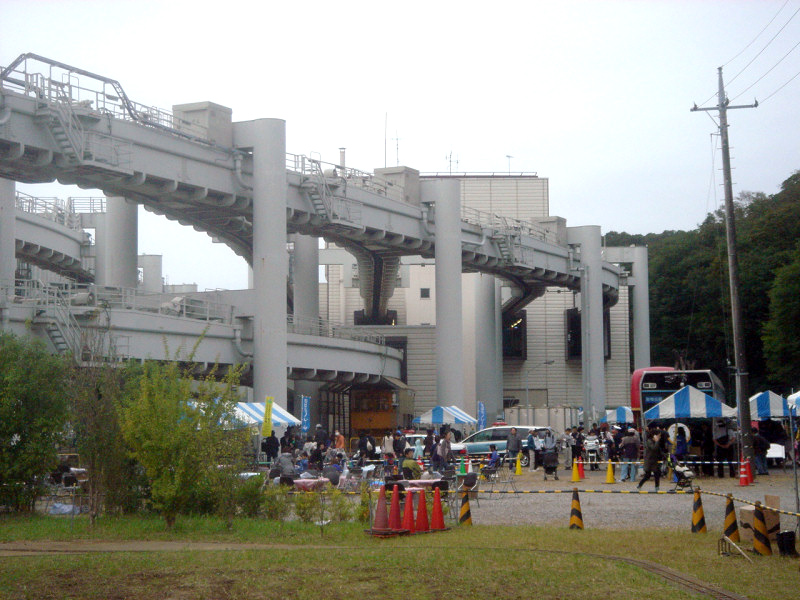
Depot und Betriebswerk

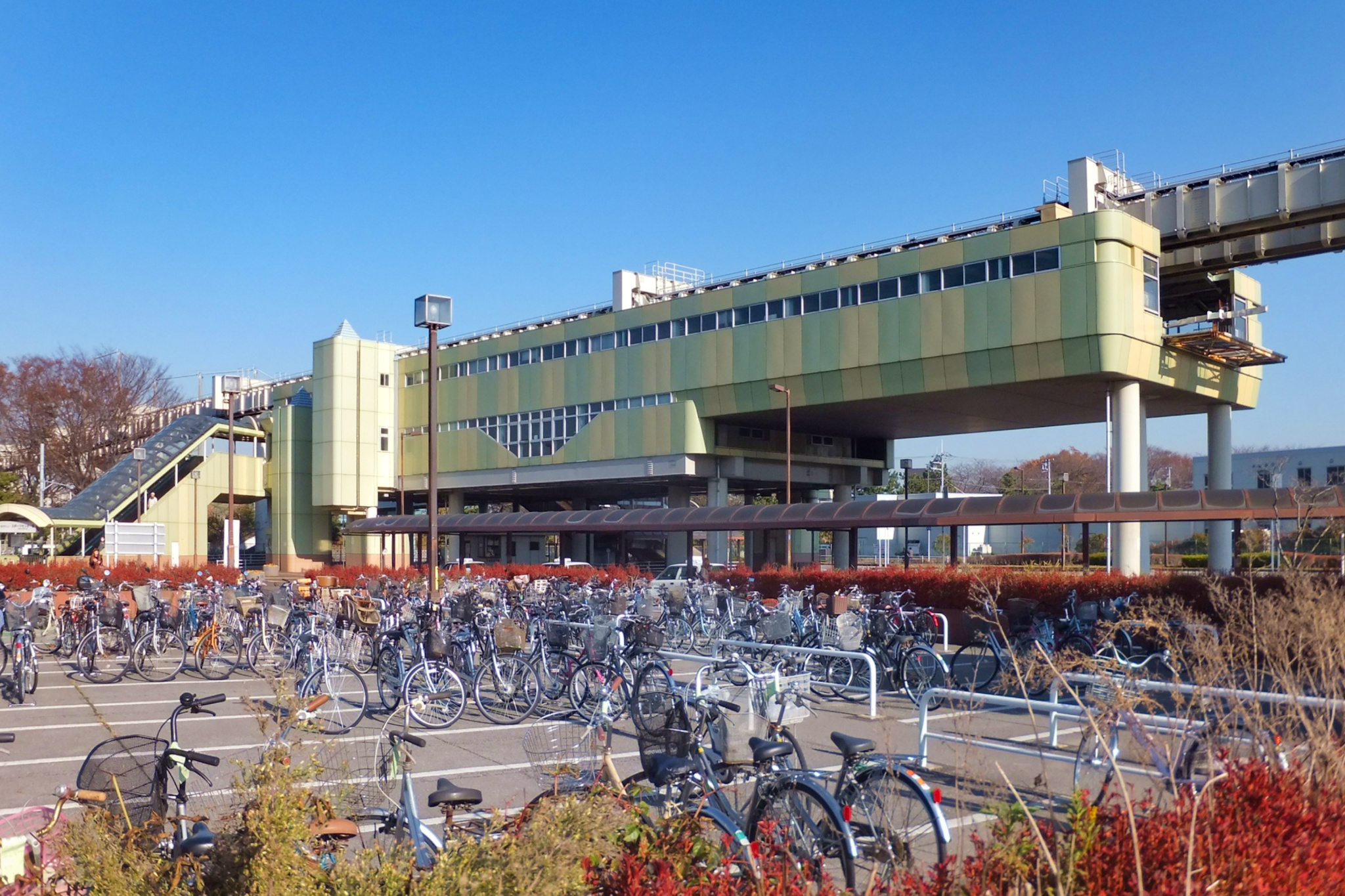
Station Sports Center an der Linie 2

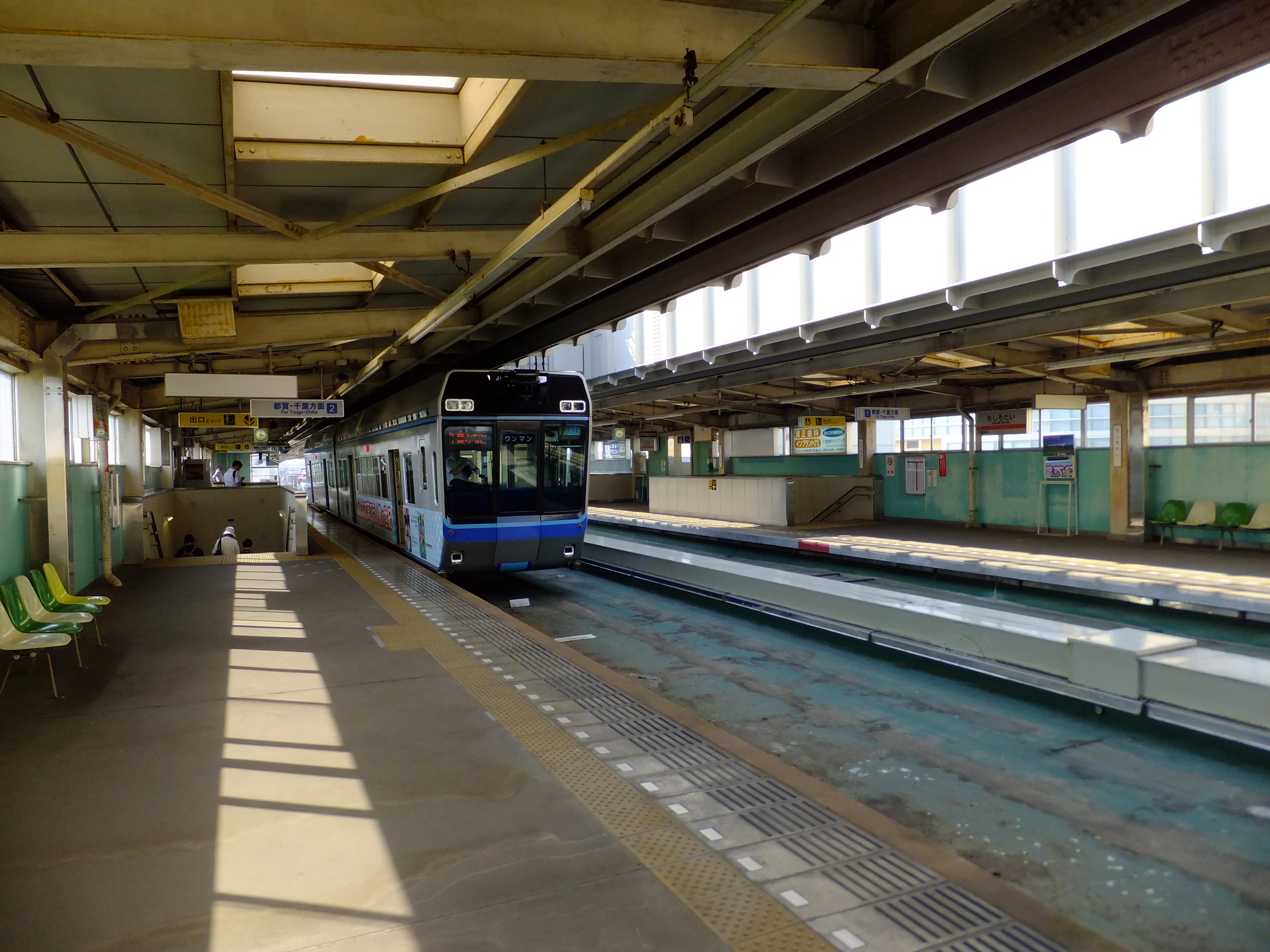
Zug der Baureihe 1000 in der Station Chishirodai

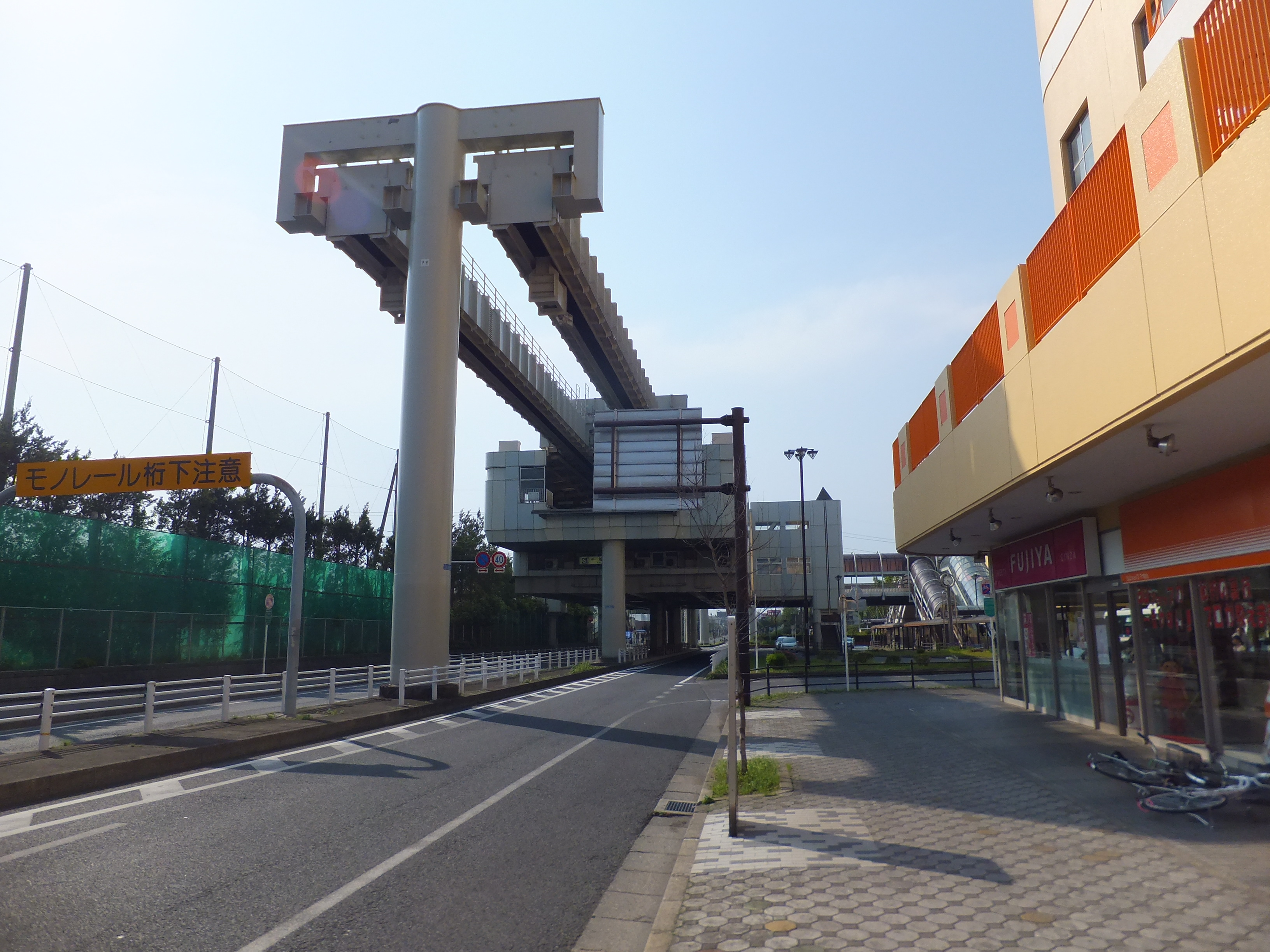
Streckenende an der Station Chishirodai

Die Hängebahn bedient auf durchgängig zweigleisigen Strecken zwei Linien. Die von beiden Linien befahrene Stammstrecke zwischen Chiba-Minato und Chiba (Innenstadt) weist drei Stationen auf. Nordöstlich des Bahnhofs Chiba teilt sie sich in einen Ast der Linie 1 mit weiteren drei und einen der Linie 2 mit weiteren 12 Haltestellen.
Aktuell werden pro Tag rund 49.000 Passagiere befördert (2022), womit fast das Niveau von vor der Corona-Pandemie mit gut 53.000 täglichen Passagieren in 2019 erreicht ist. Am 31. Mai 2021 wurde nach 33 Betriebsjahren der 500-millionste Fahrgast begrüßt. Die Höchstgeschwindigkeit der Fahrzeuge beträgt 65 km/h (zum Vergleich: bei der 1970 eröffneten Shōnan Monorail sind es 75 km/h). In der Hauptverkehrszeit wird ein Dreiminutentakt, ansonsten ein Fünf- bis Zwölfminutentakt gefahren.

### Streckenchronik
| Eröffnungsdatum | Linie | Streckenabschnitt          | Streckenlänge | Neue Bahnhöfe |
| --------------- | ----- | -------------------------- | ------------- | ------------- |
| 28. März 1988   | 2     | Sport Center – Chishirodai | 8,0 km        | 8             |
| 12. Juni 1991   | 2     | Chiba – Sport Center       | 4,0 km        | 5             |
| 1. August 1995  | 1 2   | Chiba-Minato – Chiba       | 1,5 km        | 2             |
| 24. März 1999   | 1     | Chiba – Kenchō-mae         | 1,7 km        | 3             |

### Verworfene Planungen
Es war geplant, die Linie 1, die sogenannte Krankenhaus-Linie, über die Haltestelle Kencho-mae um fünf Haltestellen und 3,6 Kilometer Streckenlänge bis zum Chiba Shiritsu Aoba Byōin (Städtisches Krankenhaus Chiba) zu erweitern.
Außerdem sollte von der Linie 2 hinter der Haltestelle Anagawa eine weitere Zweigstrecke von 3,4 km Streckenlänge bis zur Haltestelle Inagekaigan Bahnhof mit Anschluss an die Keiyō-Linie gebaut werden.
Darüber hinaus gab es Überlegungen für ein insgesamt etwa 40 Kilometer langes Streckennetz.
Jedoch kam eine Machbarkeitsuntersuchung in 2004 zu dem Ergebnis, dass bereits für beide konkret angedachten Erweiterungen der Bedarf fehlt. Ganz im Gegenteil: es wurde empfohlen, die nicht ausgelastete Zweigstrecke der Linie 1 von Chiba nach Kencho-mae zu schließen.
Im September 2019 entschied die Stadt Chiba, die Planungen sowohl für die Verlängerung der Krankenhaus-Linie als auch für die Inage-Linie einzustellen.

## Fahrzeuge
Die Chiba Monorail setzt elektrische Triebwagen aus zwei Fahrzeuggenerationen ein, die als Typ 1000 und Typ 0, letztere „Urban Flyer“ genannt, bezeichnet werden. Dabei besteht eine Zuggarnitur immer aus zwei gegenläufig gekuppelten Triebfahrzeugen, sie sind Zweirichtungsfahrzeuge. Die Wagen aus beiden Generationen sind nicht untereinander kuppelbar.

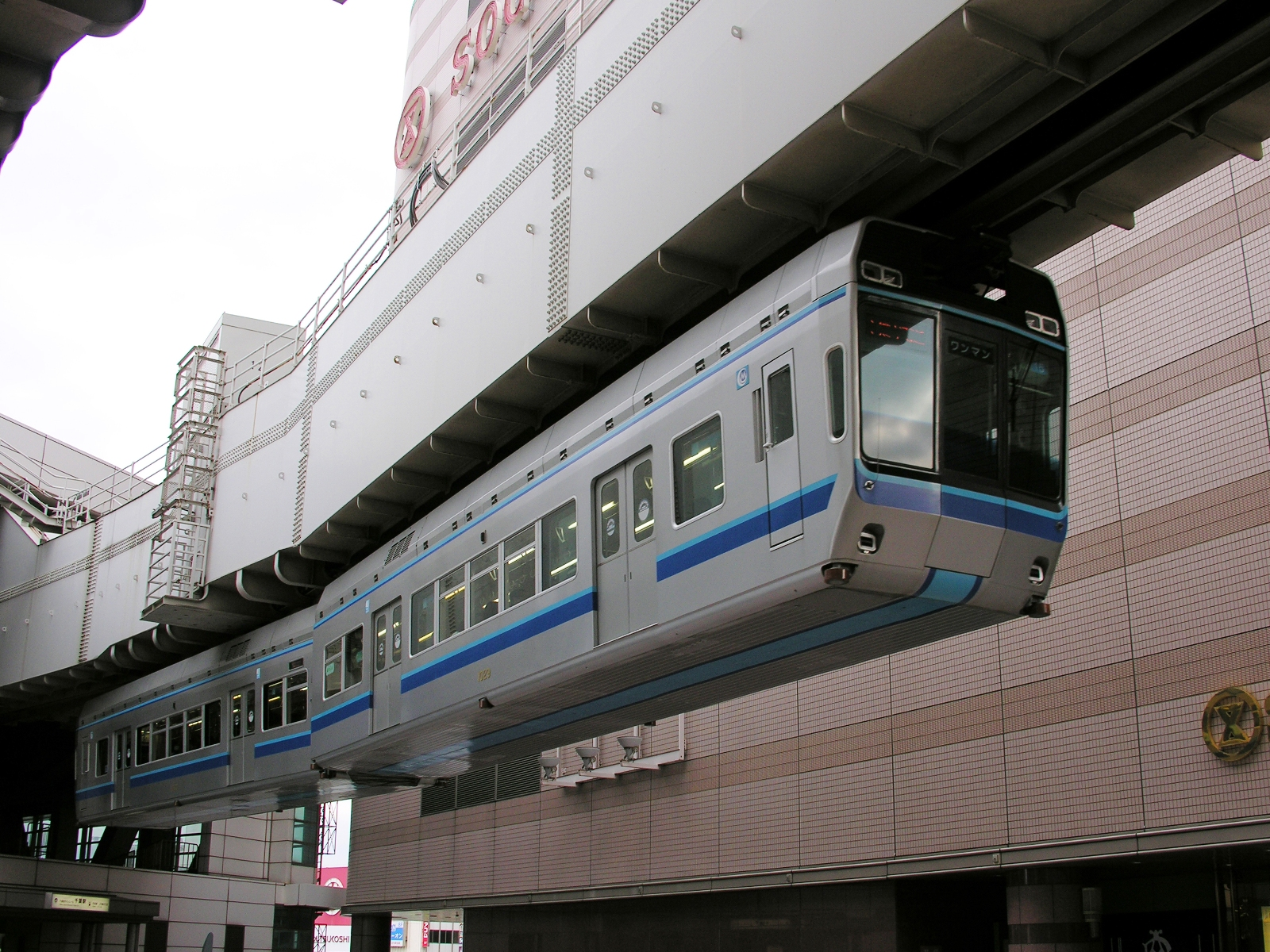
Zuggarnitur des Typs 1000 der 2. Bauserie (2010)
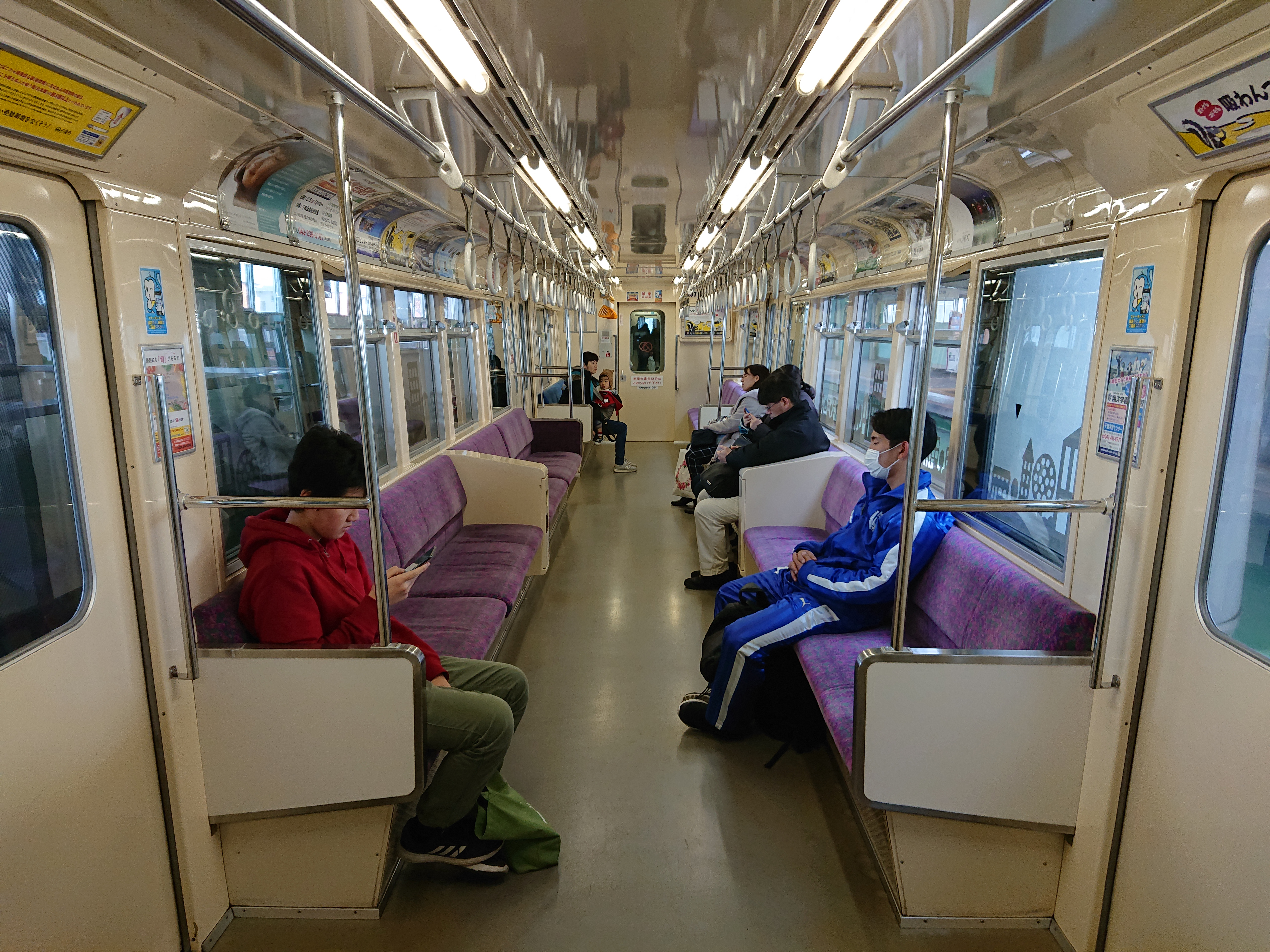
Innenraum eines Wagens der Baureihe 1000
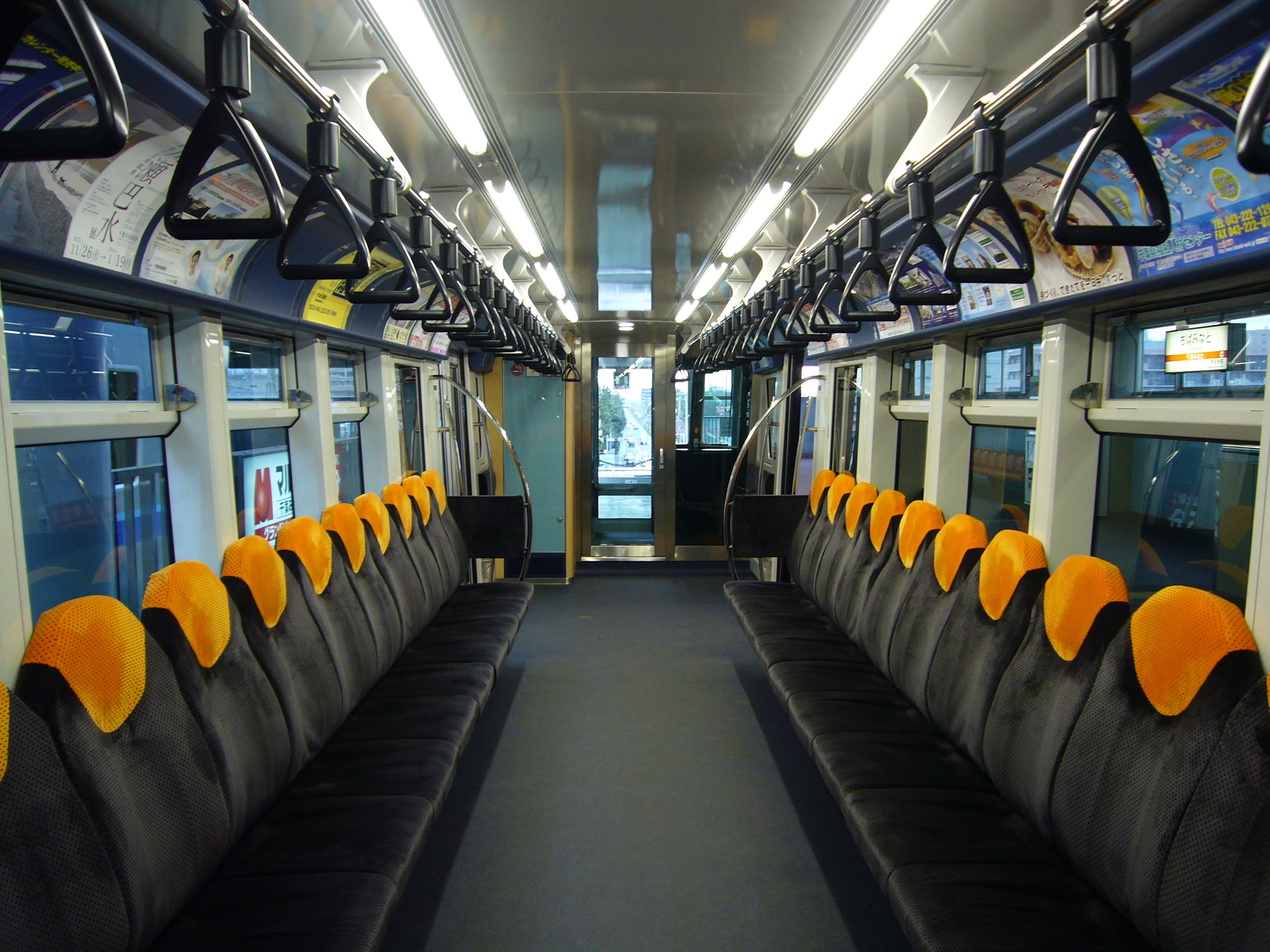
Innenraum des Typs 0 „Urban Flyer“

Der Fahrzeugpark umfasst:
| Tabelle der Baureihen |               |          |        |          |         |        |                      |               |           |          |                 |                                                                  |
| Generation            | Einsatzbeginn | Bauserie | Anzahl | Aufbau   | Länge   | Breite | Plätze (Sitz-/Steh-) | Bau- material | Leermasse | Leistung | v-max (Antrieb) | Bemerkungen                                                      |
| abgestellt            |               |          |        |          |         |        |                      |               |           |          |                 |                                                                  |
| Typ 1000              | 1988          | 1        | 8      | 2-teilig | 30,20 m | 2,58 m | 168 (78/90)          | Aluminium     | 43 t      | 65 kW    | 65 km/h         | 2008–2015 überwiegend verkauft, drei Züge verschrottet           |
| Typ 1000              | 1991          | 2        | 4      | 2-teilig | 30,20 m | 2,58 m | 168 (78/90)          | Aluminium     | 43 t      | 65 kW    | 65 km/h         | 2020–2023 alle verschrottet                                      |
| im Betriebseinsatz    |               |          |        |          |         |        |                      |               |           |          |                 |                                                                  |
| Typ 1000              | 1993          | 3        | 5      | 2-teilig | 30,20 m | 2,58 m | 164 (72/92)          | Aluminium     | 43 t      | 65 kW    | 65 km/h         |                                                                  |
| Typ 1000              | 1999          | 4        | 3      | 2-teilig | 30,20 m | 2,58 m | 164 (72/92)          | Aluminium     | 43 t      | 65 kW    | 65 km/h         |                                                                  |
| Typ 0                 | 2012/2013     | 5        | 4      | 2-teilig | 30,20 m | 2,65 m | 156 (60/96)          | Aluminium     | 43 t      | 65 kW    | 65 km/h         |                                                                  |
| Typ 0                 | 2019          | 6        | 1      | 2-teilig | 30,20 m | 2,65 m | 156 (60/96)          | Aluminium     | 43 t      | 65 kW    | 65 km/h         |                                                                  |
| Typ 0                 | 2021          | 7        | 3      | 2-teilig | 30,20 m | 2,65 m | 156 (60/96)          | Aluminium     | 43 t      | 65 kW    | 65 km/h         | neu: niedrigere Sitzlehnen, LED-Beleuchtung und Videoüberwachung |
| Stand: 1. Juli 2023   |               |          |        |          |         |        |                      |               |           |          |                 |                                                                  |